# Century (Wirginia Zachodnia)
Century – jednostka osadnicza w Stanach Zjednoczonych, w stanie Wirginia Zachodnia, w hrabstwie Barbour.